# Podocarpus laubenfelsii
Podocarpus laubenfelsii é uma espécie de conífera da família Podocarpaceae.
Apenas pode ser encontrada na Indonésia.